# Todiramphus tutus
Todiramphus tutus е вид птица от семейство Alcedinidae.

## Разпространение
Видът е разпространен в Острови Кук и Френска Полинезия.